# Holger Jackisch
Holger Jackisch (* 21. März 1959 in Bautzen; † 30. Dezember 2001 in Leipzig) war ein deutscher Schriftsteller, Redakteur und Regisseur. Er schrieb Erzählungen, Hörspiele und Hörfunkfeatures.

## Leben
Nach dem Abitur, das Holger Jackisch 1977 in Bautzen ablegte, arbeitete er zunächst als Krankenpfleger und Krankentransporteur. Dem Grundwehrdienst bei der NVA folgte ein Studium an der Ingenieurschule für Bauwesen in Leipzig und eine dreijährige Tätigkeit als Bauleiter, bevor Jackisch von 1985 bis 1988 ein Studium am Institut für Literatur „Johannes R. Becher“ in Leipzig absolvierte. Danach arbeitete er 1989 bis 1991 als Redakteur für die unabhängige Wochenzeitung Die andere Zeitung und in Nachfolge von Karl-Heinz Tesch von 1994 bis zu seinem frühen Tod beim Mitteldeutschen Rundfunk als Leiter der Feature-Redaktion des MDR-Hörfunks. Zu seinem engeren Kreis von Autoren, mit denen zusammen er erfolgreiche Radio-Dokumentationen kreierte, gehörten Kathrin Aehnlich, Paul Kohl, Helmut Kopetzky, Friedrich Schütze-Quest sowie Joachim Walther.

## Werke
Prosa
- Die Narrenstunde: Geschichten. Mitteldeutscher Verlag, Halle/Leipzig, 1988, ISBN 3-354-00387-1.

Hörspiele
- Tod eines deutschen Clowns (über Paul Scheerbart), Rundfunk der DDR 1986; Abdruck in: Höchste Zeit: Hörspiele. Henschelverlag, Berlin 1989, S. 177–203.
- Tod eines deutschen Clowns. SDR 1987.
- Die Wellblechhütte, Funkhaus Berlin 1990  (nach Anna Seghers).

Hörfunkfeatures
- Denk ich an Leipzig in der Nacht. Zwischen Heimat und Heimat – Leipziger Juden in Israel, MDR 1992
- Geld und Gedichte (zusammen mit Kathrin Aehnlich), MDR 1992
- Mein Fieber geht wieder vorüber, MDR 1992
- Für die Tschechen bin ich noch der Kollege – DDR-Grenzer ohne DDR (zusammen mit Carsten Heller), MDR 1992
- Unser kleiner Eberhard – Ein DDR-Komiker ohne DDR, MDR 1992
- Transfer Leipzig – Auf Asylsuche in Ostdeutschland (zusammen mit Helmut Kopetzky), MDR 1992
- Stilles Exil – Die DDR-Kolonie in Chile, MDR 1993
- In einer Zelle von zwei mal dreifünfzig. Drei Strafgefangene und ein Tonbandgerät – die Aufnahmen einer Woche (zusammen mit Ulf Köhler), MDR 1995
- Getting her own back – Eine jüdische Hausfrau und ein deutscher Minister streiten sich um ein Grundstück (zusammen mit Nigel Acheson), MDR/BBC 1994
- Atemnot gratis – Die Tonaufnahmen einer Himalaya-Expedition (zusammen mit Olaf Rieck), MDR 1995
- Sempers Synagoge – Jüdisches Leben in Dresden, MDR 1998
- Wo der Weihrauchbaum wächst – Ein Reisebericht aus dem Sultanat Oman, MDR 1997
- Radio-Abend: Friedrich Schütze-Quest, MDR 1998
- Klunker, Wolfgang und Klunker, Heinz – Eine deutsch-deutsche Familiengeschichte, MDR 1999
- Dreimal Bautzen zwo – Eine Stadt und ein Gefängnis – Erich Loest und Dieter Hötger („Tunnel-Dieter“) im Gespräch mit Holger Jackisch. MDR 1999.
- Die Bevölkerung wird gebeten – Auf der Suche nach dem Ausbrecher aus dem Gefängnis Bautzen II, MDR 2000.[3]

## Preise (Auswahl)
- „Autorenpreis der Kritikerjury 1988“, DDR-Hörspielpreis, für Tod eines deutschen Clowns (über Paul Scheerbart), Regie: Werner Grunow
- „Prix Futura 1995“ und „Medienpreis der Stiftung Ostdeutscher Kulturrat 1995“ für Helmut Kopetzky: Auch ich war ein Bittschön, Coproduktion mit Radio Prag, Redaktion: Holger Jackisch
- „Goldenes Kabel 1996“ für Joachim Walther: Erich Mielke – Ein deutscher Jäger, Coproduktion mit Deutschlandfunk und Hessischer Rundfunk, Redaktion und Regie: Holger Jackisch